# Mais qui a re-tué Pamela Rose ?
Pour les articles homonymes, voir Mais qui a tué Pamela Rose ?.
Série
Mais qui a tué Pamela Rose ?
(2003) Pamela Rose, la série
(2023)
Pour plus de détails, voir Fiche technique et Distribution.
Mais qui a re-tué Pamela Rose ? est une comédie policière française écrite et réalisée par Kad Merad et Olivier Baroux, sortie en 2012,. Il s'agit de la suite de Mais qui a tué Pamela Rose ? d'Éric Lartigau, sorti en 2003.

## Synopsis
L'agent du FBI Douglas Ripper est contacté par le shérif de Bornsville, qui lui annonce le vol du cercueil de Pamela Rose. Ripper pense alors pouvoir ainsi reprendre contact avec son ancien coéquipier Richard Bullit, à la retraite et contre lequel il s'était brouillé à la suite d'une histoire de femme (la petite amie de Bullit quitte celui-ci pour Ripper).
Ces deux agents un peu ringards se retrouvent pour l'enquête de la profanation de la tombe de Pamela Rose, qui semble être une enquête bien compliquée et cachant beaucoup de choses.

## Fiche technique
- Titre : Mais qui a re-tué Pamela Rose ?
- Réalisation : Kad Merad et Olivier Baroux
- Scénario : Kad Merad, Olivier Baroux et Julien Rappeneau, d'après une série de sketchs diffusés initialement sur la chaîne Comédie!
- Musique : Hervé Rakotofiringa
- Décors : Isabelle Delbecq
- Costumes : Sandra Guttierez
- Photographie : Régis Blondeau
- Sociétés de production : LGM Cinéma, Gaumont, Nexus Factory, uFilm et SPAD Films
- Société de distribution : Gaumont
- Budget : 12 320 000 euros[3]
- Pays d'origine :  France
- Langue originale : français
- Format : couleur
- Genre : comédie policière
- Durée : 90 minutes
- Dates de sortie[4] :
  - France, Belgique : 5 décembre 2012
- Box-office France : 243 019 entrées. Il fait partie des quinze films français les moins rentables de 2012[3].

## Distribution
- Kad Merad : Richard Bullit / Hulk Logan / l'un des joueurs de Kamoulox
- Olivier Baroux : Douglas Ripper / Julian Rappnow / l'un des joueurs de Kamoulox / Miriam, la fille secrète de Ripper en France
- Audrey Fleurot : Barbara Applepie la présidente des États-Unis / Katy, la sosie de la présidente
- Laurent Lafitte : David Perkins
- Guy Lecluyse : Steven Kowachek
- Omar Sy : William Mosby
- Laurence Arné : Linda
- Philippe Lefebvre : Colin Blackbox, le commandant de bord d'Air Force One
- Alain Doutey : le président français
- Arièle Semenoff : Chantal, la Première dame de France
- Lionel Abelanski : le lieutenel
- Patrick Bosso : le mari de la stagiaire de Ripper
- François Morel : Bernard Chabry, l'ouvrier en bâtiment
- Xavier Letourneur : Donuts
- Alice Gingembre : Shirley Van Houten
- Michel Feder : le révérend Van Houten
- Jean-Paul Audrain : le général Mac Chicken
- Jean-Michel Gratecap : Aimé Tournier, l'accordéoniste parisien
- Vincent Haquin : Thunderkiller
- Charles Tallier : le shérif Ketchup
- Jean-Pierre Durand : le colonel Moutarde
- Arnaud Duléry : le lieutenant Tabasco
- Stéphane Fourreau : l'agent Travis
- Philippe Bruneau : le codétenu de Kowachek
- Florence Maury : Isabelle
- Jeanne Bournaud : la présentatrice de télévision
- Arno Diem : Ronald
- Guy Savoy : lui-même, le chef cuistot sur Air Force One
- Paul-Antoine Veillon : l'interprète
- Erwan Creignou : Cédric, le comptable du film
- Philippe Chaine : un des voisins de Smalltown
- Mathieu Poggi : un technicien d'Air Force One
- Jean-Claude Tran : un des policiers français
- Donald Imm : l'officier Badu
- Claire Chazal : elle-même, la présentatrice du journal télévisé français

## Production
Cette suite intervient dix ans après le premier film. Olivier Baroux explique cela : « même si le public nous parle très souvent de Bullit et Ripper, l’idée de les retrouver ne vient pas de nous. Nous avons toujours beaucoup de projets et nous sommes plutôt du genre à nous projeter dans le futur plutôt que de penser à une suite ».
Les compères Kad et Olivier retrouvent le scénariste Julien Rappeneau pour écrire cette suite. Cependant, le réalisateur du premier film Éric Lartigau ne souhaitait pas revenir sur ce projet. Kad et Olivier décident alors de coréaliser cette suite.

« Nous n’avions jamais coréalisé ensemble. C’était l’occasion de trouver de nouveaux moyens d’exprimer ce qui nous fait marrer. »

— Kad Merad

### Choix des interprètes
Laurent Lafitte, qui fait une très brève apparition dans le premier volet en tant qu'ambulancier italien, décroche dans cette suite l'un des rôles principaux : Perkins.
En plus de tenir les rôles principaux, Kad et Olivier jouent également les commentateurs du combat de catch. Olivier Baroux a eu cette idée durant le tournage.

### Tournage
Le tournage a débuté en août 2011, pour une durée de neuf semaines.
Le tournage a eu lieu en partie :
- Aux États-Unis, notamment dans la capitale Washington. Olivier Baroux explique : « on a pu tourner devant la Maison-Blanche, mais elle est également présente dans quasiment tous les plans, même quand ce n’est plus logique. Champs ou contrechamps, on l’a mise partout ! (...) Dans un film classique, ça s’appellerait un faux raccord mais nous, on a poussé le principe à fond et ça nous fait rire. Le film est rempli de détails comme celui-là, que les gens ne verront pas forcément tout de suite mais qui sont comme des petites surprises qui servent l’esprit délirant du film[5] ». Sur le sol américain, il a été impossible de tourner des plans en hélicoptère. Les autorisations ont été retirées au dernier moment : en raison de la mort de Mouammar Kadhafi, le gouvernement était méfiant envers les engins volants[5].
- Yvelines
  - Rambouillet
- Seine-et-Marne
  - Lésigny
- Paris
  - 9e arrondissement
  - 14e arrondissement
  - 15e arrondissement
- Hauts-de-Seine
  - Levallois-Perret

L'agent Ripper, conduit une Chevrolet Caprice bleu ciel de 1987. Pour les scènes tournés aux États-Unis, l'équipe a utilisé une Chevrolet caprice intérieur marron avec des pneus à bandes blanches sur les flancs, tandis que pour les scènes tournées en France, l'équipe ne pouvant pas importer de véhicules depuis les États-Unis, elle réussit à trouver en région parisienne une Chevrolet Caprice de la même couleur et de la même année appartenant à un collectionneur, ancien membre de l'American Car Club De France ; à la différence que l'intérieur de la Caprice utilisée en France est bleu et n'a pas de bandes blanches sur les flancs des pneus.
L'agent Bullit a de nouveau une Renault Fuego. Pour les scènes tournées aux États-Unis, l'équipe ne pouvait pas importer des véhicules depuis la France. Cependant, l'équipe a réussi à en trouver sur le sol américain.
Le modèle de Fuego du tournage en France et celui du tournage aux USA diffèrent par quelques points de détails : catadioptre sur l'aile arrière du modèle américain, absent sur le modèle français. L'immatriculation n'est pas la même. Absence de l'essuie-glace arrière sur le modèle français, mais présent sur le modèle américain.
La scène à l'intérieur de la voiture quand Bullit et Ripper ne sont pas d'accord sur la musique à écouter n'a pas été tourné dans une Fuego, mais plus vraisemblablement dans une Dodge.

« On n’a même pas eu besoin d’importer la voiture de France parce que là-bas, il existe des clubs de Fuego ! Dans les années 1980, 20 000 Fuego ont été fabriquées aux États-Unis et des gens sont même venus nous voir sur le tournage avec leur Fuego. Je ne plaisante pas ! Ça m’a tué ! Les mecs sont aussi fans que ceux qui vouent un culte aux Mustang dans notre pays. »

— Kad Merad

## Accueil

### Accueil critique
Mais qui a re-tué Pamela Rose a reçu, dans l'ensemble, des critiques positives avec une note moyenne de 3,2⁄5 sur le site Allociné, fondée sur treize critiques de la presse.

### Box-office
Le film est un véritable échec commercial, avec seulement 279 600 entrées, alors que le premier volet, sorti dix ans auparavant, totalisa 931 951 entrées.

## Analyse